# Ust´-Iszym
Ust´-Iszym (ros. Усть-Ишим) – wieś (sieło) w Rosji, w obwodzie omskim, ośrodek administracyjny rejonu ust´-iszymskiego. W 2010 liczyła 4802 mieszkańców.